# Atlanti sertésfogú hal
Az atlanti sertésfogú hal (Chaetodipterus faber) a sugarasúszójú halak (Actinopterygii) osztályának sügéralakúak (Perciformes) rendjébe, ezen belül a sertésfogúhal-félék (Ephippidae) családjába sorolt Chaetodipterus nembe tartozó három halfaj közül az egyik.
Nemének a típusfaja.
Előfordul az Atlanti-óceánban és megtalálható az Amerikai Egyesült Államok délkeleti részén, valamint a Karib-térségben is. A horgászok szerint szívós és a horgon ellenálló hal, ezért nyáron azokban a hónapokban, amikor a sertésfogú halak a legaktívabbak, akkor különösen kedvelt horgászhal. A húsa ízletes és különféle halételek alapja.

## Előfordulása
Ez a halfaj az Atlanti-óceán nyugati felén fordul elő, az USA-beli Massachusetts államtól egészen a brazíliai Rio Grande do Sul nevű államig. A Mexikói-öböl északi részén is jelen van.

## Megjelenése
A hal teste korong formájú az orra tompa. A hát és mellúszója is hosszú és tüskéit vitorlaszerű lebeny köti össze. A testszíne ezüstszürke, melyben nem szabályos hosszanti fekete sávok láthatók. A sávok a hal korával együtt változhatnak. A szája kicsi az orrlyukai a maxilla alsó részén helyezkednek el. A kifejlett egyedek testtömege 1,4-4,5 kilogramm, de fogtak már kilenckilósat is. Átlagos példányainak testhossza elérheti a fél métert, de akár 91 centiméteresre is megnőhet. A hátúszóján 9 tüske és 21-24 sugár van, míg a farok alatti úszóján 3 tüske és 17-18 sugár látható.

## Életmódja
Szubtropikus tenger vagy brakkvízben 3-35 méteres vízmélységben található meg. Csapatokban nagy számban akár ötszáz tagot számláló rajba is összeáll és előfordul a part közeli vizekben. Fiatalabb példányai kedvelik a mangroveerdők vagy tengerparti mocsárerdők környékét. Étrendjét fenéklakó gerinctelenek, rákok, puhatestűek, gyűrűsférgek és plankton alkotja.

## Galéria

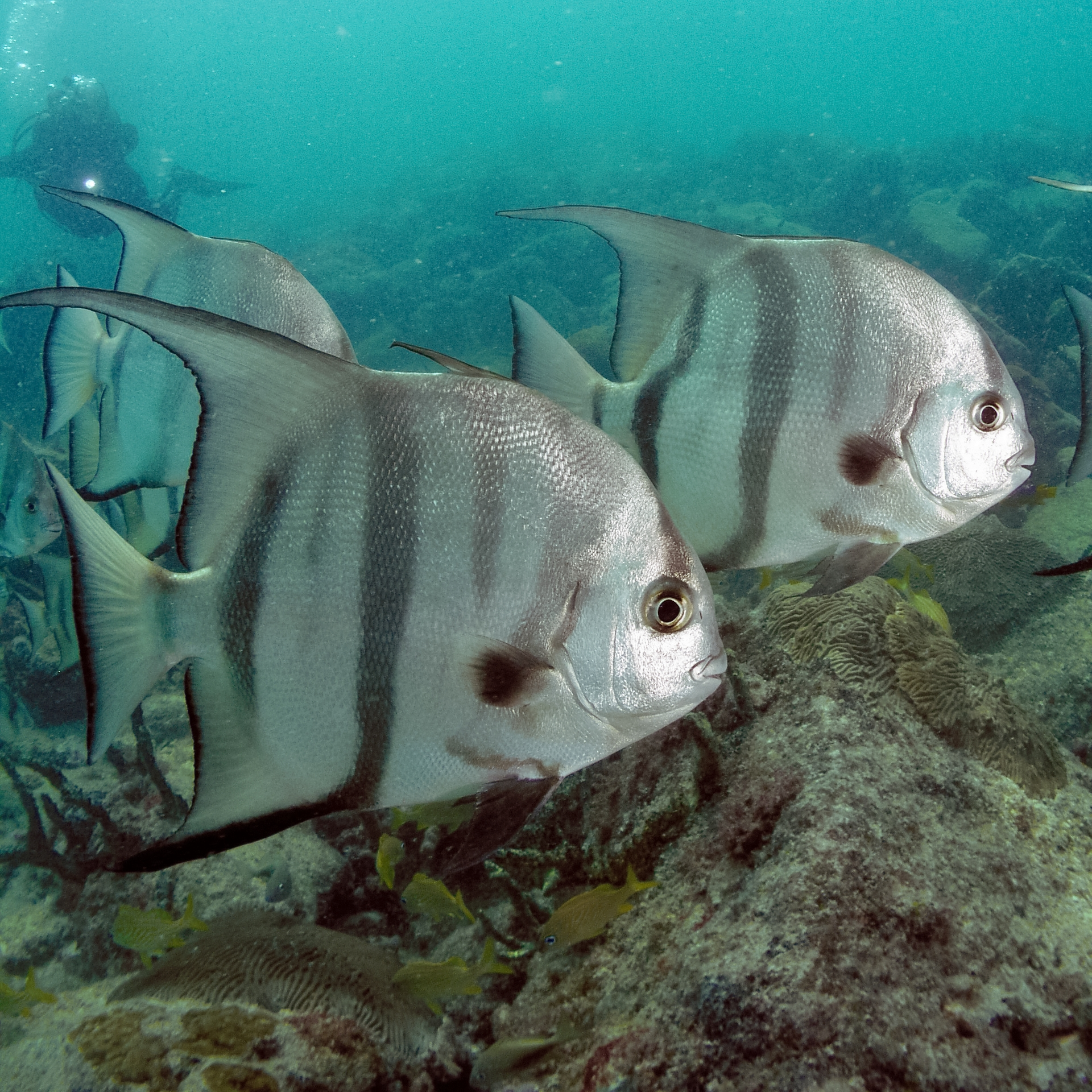
Sertésfogú halak és a búvár
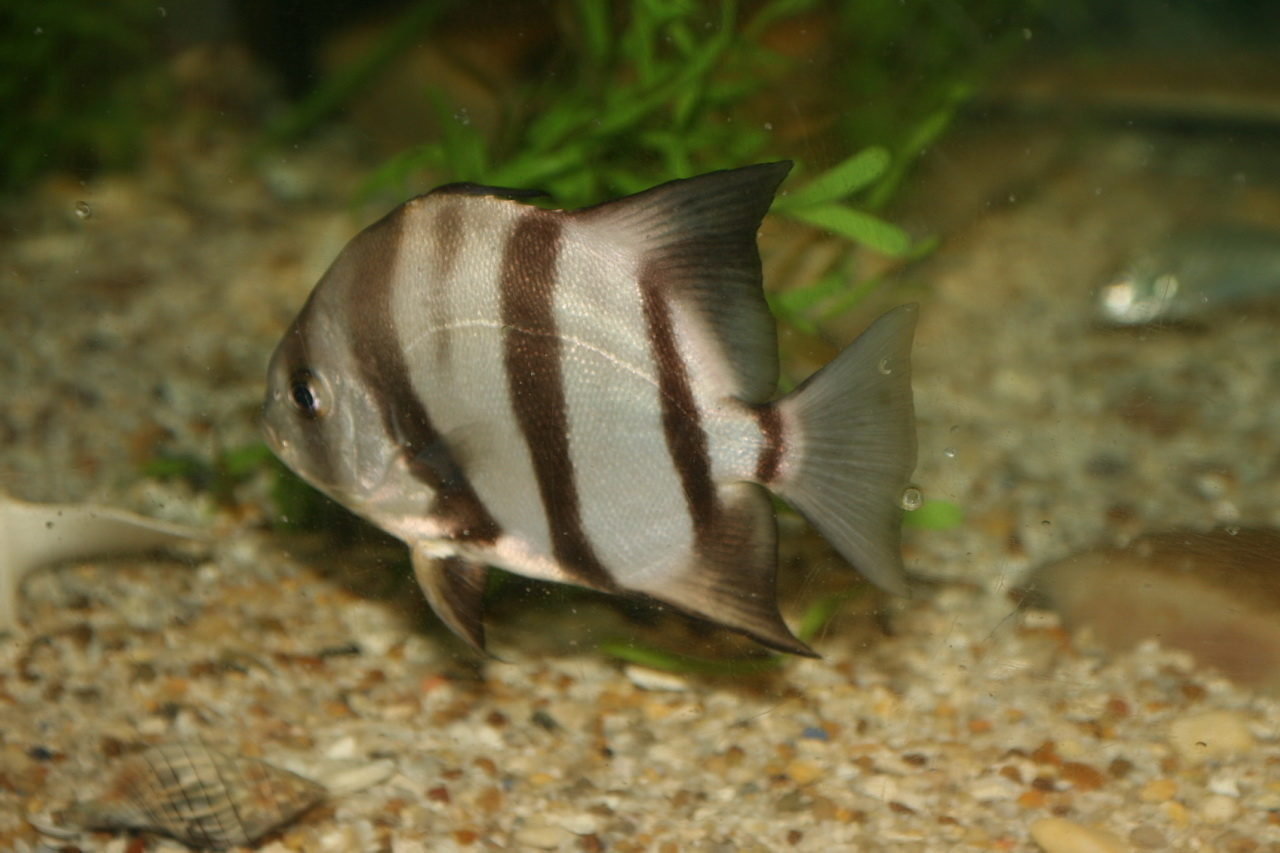
Egy akváriumi felvétel
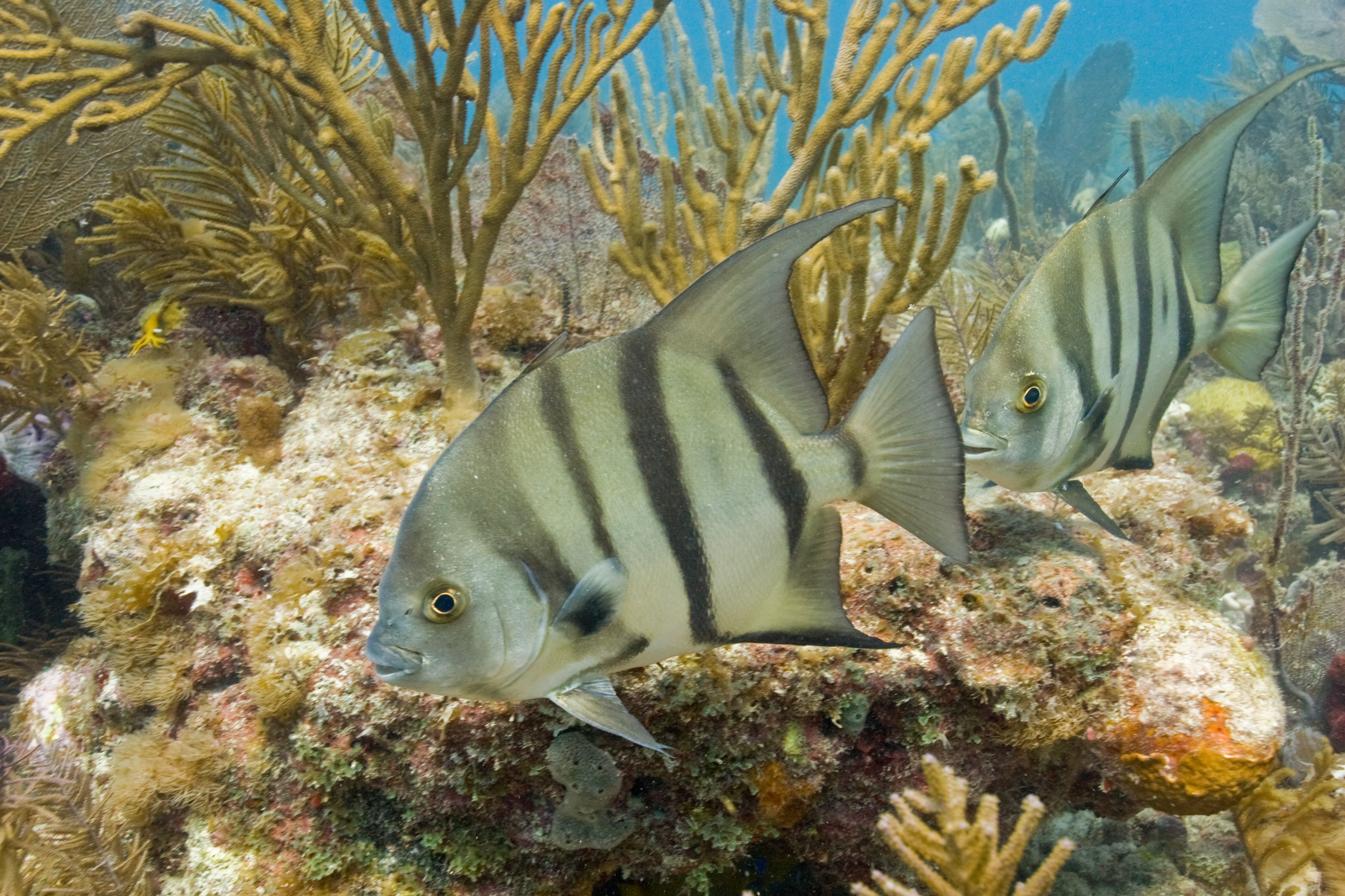
Sertésfogú halak a Biscayne Nemzeti Parkból
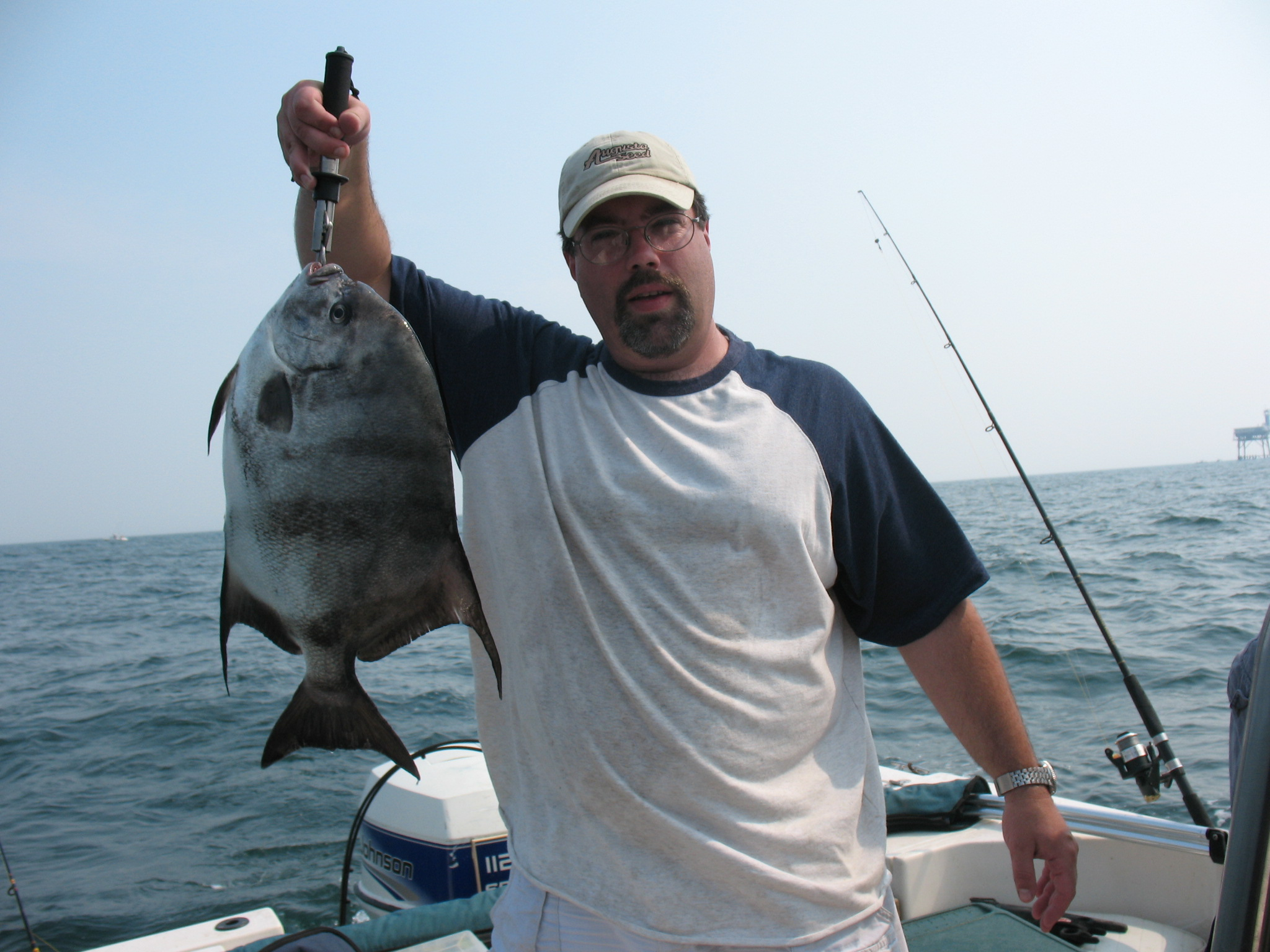
Virginia partjainál kifogott példány

## Fordítás
- Ez a szócikk részben vagy egészben  az   Atlantic spadefish című angol Wikipédia-szócikk ezen változatának fordításán alapul.  Az eredeti cikk szerkesztőit annak laptörténete sorolja fel. Ez a jelzés csupán a megfogalmazás eredetét és a szerzői jogokat jelzi, nem szolgál a cikkben szereplő információk forrásmegjelöléseként.